# Крекінг-установки в Ассалує (Kavian)
Крекінг-установки в Ассалує (Kavian) — розташоване у іранській провінції Бушир нафтохімічне виробництво компанії Kavian Petrochemical. Відоме також як 11-й олефіновий комплекс.
Розробка найбільшого в світі газового родовища Південний Парс (в Катарі відоме як Північне), продукція якого надходить для підготовки на берегові комплекси у Буширі, забезпечила отримання великих об'ємів етану. Останній став сировиною для піролізного комплексу компанії Kavian Petrochemical, учасниками якої є Національна нафтова компанія (‎‏17,5‏‎%), оператор етиленопроводу Bakhtar Petrochemical (‎‏26‏‎%), ‎а також майбутні споживачі Lorestan Petrochemical ‎‎(‎‏6,5‏‎%), Kermanshah Polymer (‎‏6,5 %‏‎), Kordestan Petrochemical (‎‏6,5 %‏‎) і Mahabad Petrochemical (‎‏6.5 %‏‎)‎. У складі майданчику заплановано спорудження двох установок парового крекінгу потужністю по 1 млн тонн етилену на рік, крім того, як побічний продукт продукуватиметься по 90 тисяч тонн суміші С3+ (пропан-пропіленова фракція та більш важкі вуглеводні). В 2012-му перша із зазначених установок стала до ладу.
Особливістю комплексу є відсутність на майданчику похідних виробництв. Замість цього вирішили створити численні підприємства у густозаселених західних провінціях країни, подачу етилену до яких організовано за допомогою Західного етиленопроводу.
Можливо також відзначити, що станом на другу половину 2010-х в Ассалує наявні й інші піролізні виробництва, створені компаніями Morvarid (5-й комплекс), Arya Sasol (9-й комплекс) та Jam Petrochemical (10-й комплекс).